# Крюково (станція)
Крюково — залізнична станція на головному ходу Жовтневої залізниці (Ленінградському напрямку) в Зеленоградському адміністративному окрузі міста Москви, головний транспортно-пересадний вузол округу. Станція входить до Московського центру організації роботи залізничних станцій ДЦС-1 Жовтневої дирекції управління рухом, у складі лінії МЦД-3. За основним характером роботи є проміжною, за обсягом роботи віднесена до II класу.
Час в дорозі по Ленінградському напрямку Московського залізничного вузла від станції до Москва-Пасажирська близько 30-35 хвилин для швидкісних електропоїздів «Ластівка» та 40-60 хвилин для звичайних електропоїздів (в залежності від кількості зупинних пунктів).

## Інформація
Значний обсяг роботи станції складає приймання та відправлення пасажирів у приміському сполученні — на 2021 рік річний обсяг пасажирського руху становив 16,2 млн осіб 
. 
Важливою складовою роботи станції є також пропуск вантажних поїздів та пасажирських поїздів далекого прямування.
Станом на 18 серпня 2023 року на станції також зупиняються деякі з поїздів далекого прямування:
- «Ластівка»: № 725Ч (Санкт-Петербург — Москва) та 726Ч (Москва — Санкт-Петербург);
- «Сапсан»: № 758А та 784А (Москва — Санкт-Петербург), 761А та 785А (Санкт-Петербург — Москва).

## Історія

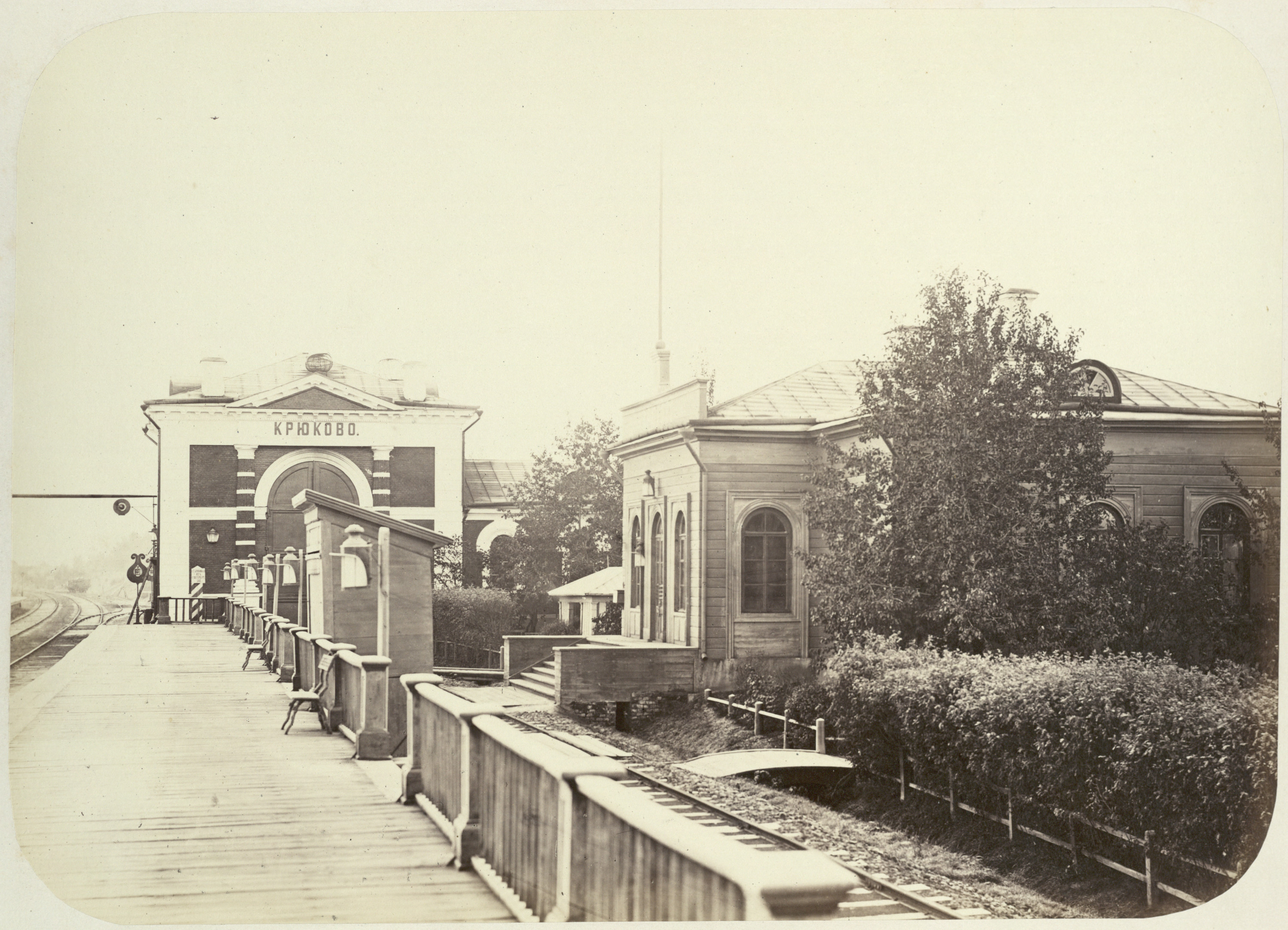
Станція Крюково в 1860-і роки

Станція Крюково відкрита в 1851 році, належала до III класу. Названа по селу Крюково, що розташовувалося на північний схід. 
В останній чверті XIX століття на станції були побудовані дві дерев'яні платформи з вокзалом, водонапірна вежа, будівля для обслуговування паровозів, виникло маленьке селище з двох житлових казарм для робітників та службовців залізниці 
. 
Для постачання паровозів водою в 1861 році на північ від станції на річці Сходня було влаштовано ставок (нині ставок Водокачка, також відомий як Шкільне озеро).
У 1938 році село Крюково, селище залізничників, що розрослося, і село Скрипіцине були об'єднані в селище Крюково, і станція стала повністю оточена його територією.
Під час Другої Світової війни в 1941 році під час боїв за Крюково історичні будівлі станції було зруйновано.
У 1951 році в рамках повоєнного відновлення було збудовано нову будівлю вокзалу станції за типовим проектом архітектора Ігоря Георгійовича Явейна.
У 1958-1960 роках на північ від станції було засновано місто Зеленоград. 
У 1970 році при розширенні меж міста до його складу увійшли території на північ від станції (нині райони Старе Крюкове і Силіно), а e 1987 році — території на південь від станції (нині район Крюкове), і станція виявилася повністю на території міста.
З 2021 року в рамках будівництва Ленінградсько-Казанського діаметра (МЦД-3) та розвитку проекту ВШМ Москва – Санкт-Петербург проводиться реконструкція станції. 
17 серпня 2023 року разом із відкриттям діаметра на станції було відкрито три нові платформи, конкорс та транзитний підземний перехід 
..

## Крюково-Вантажне
Крюково-Вантажне ( Крюково-Товарна) — колишній вантажний парк станції Крюково, що існував в 1972 — 2016 роках на правому відгалуженні головного ходу Жовтневої залізниці в Північній промисловій зоні міста Зеленоград за 4,5 км від основної станції.
В період свого існування Крюково-Вантажне по Тарифним керівництвом № 4 мало свій код Єдиної мережевої розмітки і параграфи роботи, маючи таким чином властивості окремої станції. У березні 2016 року Крюково-Вантажне було закрито для виконання вантажних операцій по всім пунктам Тарифного керівництва № 4 з виключенням з нього.